# Nellie
Nellie – wieś w Stanach Zjednoczonych, w stanie Ohio, w hrabstwie Coshocton.